# Václav Böhm
Václav Böhm (kolem 1738? – po 1790 v Polsku) byl český barokní sochař.
Tvorbu tohoto umělce je možné nalézt v Rakousku, na Moravě a na konci tvorby také v Polsku v okolí Poznaně. Jeho projev je velmi blízký tvorbě následovníků sochaře Georga Raphaela Donnera, který na území Moravy ovlivnil řadu sochařů v druhé polovině 18. století. Mezi dalšími sochaři navazující na klasicizující Donnerovo pojetí byl i Gottfried Fritsch, Ondřej Zahner, Jan Schubert, Josef Winterhalder st., František Ondřej Hirnle, František Kohl atd.

## Studium a počátky tvorby
Jeho otec Martin Böhm byl vrchnostenským mlynářem v Drahotuších u Hranic, kde se také Václav nejspíše narodil.
Dva roky strávil v učení u hranického sochaře a řezbáře Františka Galláše. V Gallášově dílně se potkal s Janem Schubertem (1743–1773), který se stal jeho velkým souputníkem. Zhruba v 60. letech 18. století odešel do Vídně, kde zpočátku pracoval jako tovaryš a od roku 1759 studoval po šest let na vídeňské akademii. Během studií ho podporoval purkmistr z Hranic Jan Sukup, který se později oženil s jeho sestrou Annou. Během tohoto pobytu tvořil v kostele sv. Kříže ve Vídni a do vídeňského období můžeme řadit i výzdobu kostela sv. Linharta v Kdousově na Jemnicku.

## Böhm na Moravě
Po návratu z Vídně v roce 1765 se usadil v Lipníku nad Bečvou, kde mu bratr Jan pomáhal zařídit si svou sochařskou dílnu. V kostele sv. Jakuba Většího v Lipníku nad Bečvou se seznámil s dílem Gottfrieda Fritsche. Fritsch v tomto kostele realizoval hlavní oltář v letech 1749–1750, který později on sám v nástavci přebudoval v rozmezí let 1767–1769. Tuto zakázku mu zajistil jeho bratr Jan Böhm. Kostel sv. Jakuba Většího obsahuje další soubor děl tohoto autora, patří mezi něj dva boční oltáře, oltáře v přistavěných bočních kaplích, kazatelna a křtitelnice. Okolo roku 1766 vytvořil dva návrhy sochy sv. Jana Nepomuckého pro knížete Karla z Dietrichštejna. Zakázka byla zrealizována v méně nákladném provedení a na náklad dobrodinců. Původně stála na náměstí v Lipníku nad Bečvou, ale později byla přestěhována před bývalou piaristickou kolej. V obci Police v okrese Třebíč se nachází kamenná socha s námětem smrti sv. Františka Xaverského, kterou vytvořil pro řadové bratří Tovaryšstva Ježíšova. Mezi jeho důležitá díla patří výzdoba kostela sv. Jana a Pavla v Místku, kterou provedl v roce 1771 a získal za ni 500 zlatých. Další zakázku získal od svého bratra Jana, který se stal administrátorem fary v Hranicích. Výzdoba farního kostela Stětí sv. Jana Křtitele byla provedena v letech 1772–1773, vytváří zde dva oltáře se sochařskou výzdobou.

## Böhm v Polsku
Okolo roku 1773 tento klasicistně orientovaný sochař odešel z Moravy do Polska, kde se usadil ve Velkopolsku v Poznani. V letech 1783–1790 pracoval pro hraběte Maxmiliána Mielżyńského. Zde se věnoval výzdobě zámku a zámecké kaple v Pawłovicích u Lešna a výzdobě jednotlivých kostelů na panství hraběte. Mezi něž patřil i kostel sv. Stanislava biskupa ve velkopolském Żytowiecku, kostel Panny Marie a sv. Filipa Neri v Borku (Zdzieżu), kostel Nanebevzetí Panny Marie v Poniecu a jeho poslední tvorba by se měla nacházet v kostele Všech svatých v Kąkolewie.
Poslední zmínky o jeho životě jsou velice kusé a jeho sochařská činnost na území Polska nebyla nijak více prozkoumána.

## Přehled díla
- Kostel sv. Kříže ve Vídni (60. léta 18. století) – čtyři štukové kompozice, které vyplňují výklenky lodí kostela s náměty: Olivetská hora, Bičování, Korunování trním a Nesení kříže.
- Kostel sv. Linharta v Kdousově u Jemnice (1763) – štuková výzdoba dvou protějškových oltářů Panny Marie Růžencové a sv. Jana Nepomuckého. Na oltáři P. Marie Růžencové je ve štuku tvořená postava archanděla Michaela s andílky a na oltáři sv. Jana Nepomuckého je štuková plastika archanděla Rafaela s andílky. Jeho dílem je také štuková výzdoba oltáře v kapli Bolestné P. Marie, kde nalezneme výjev Kladení do hrobu a Pietu. Je autorem kazatelny a také křtitelnice.
- Socha sv. Jana Nepomuckého v Lipníku nad Bečvou (1766).
- Kostel sv. Jakuba v Lipníku nad Bečvou (1766 – 1768) – na hlavním oltáři, který je od Gottfrieda Fritsche, vytvořil pouze štukový nástavec. Jeho vlastním dílem je boční oltář sv. Jana Nepomuckého s reliéfem svržení sv. Jana Nepomuckého z mostu do Vltavy, po stranách sochy sv. Václava a sv. Floriána. Boční oltář sv. Františka Xaverského s reliéfním výjevem smrt sv. Františka Xaverského, po stranách sochy sv. Šebestiána a sv. Rocha (nahrazen sv. Rozálií na počátku 20. století). V boční kapli sv. Barbory se nachází oltář Bolestné matky Boží s výjevem Marie, která má v rukou mrtvého Krista, po stranách jsou sochy sv. Jana a Maří Magdalény. V boční kapli sv. Kříže je oltář sv. Kříže, dále kazatelna a křtitelnice.
- Police u Jemnice (70. léta 18. století) – smrt sv. Františka Xaverského.
- Kostel sv. Jana a Pavla v Místku (1771) – hlavní oltář se čtyřmi sochami sv. Augustina, sv. Ambrože, sv. Erazima, sv. Valentina a tabernákl se dvěma adorujícími anděly. Boční oltář Růžencové Panny Marie se sochami sv. Vicenze a sv. Terezie. Boční oltář sv. Kříže se sochami s Matky Boží a sv. Jana evangelisty. Dále kazatelna a křtitelnice.
- Kostel Stětí sv. Jana Křtitele v Hranicích (1772–1773) – boční oltář sv. Jana Nepomuckého se sochami sv. Floriána a sv. Karla Boromejského a boční oltář Olivetské hory se sochou Mojžíše a sousoším Abraháma a klečícím Izákem.
- Kostel sv. Havala v Dřevohosticích (1774–1775) - celkové zařízení kostela. Spolupracoval zde s jezuitským koadjutorem a malířem Ignácem Viktorinem Raabem, který namaloval oltářní plátna.
- Zámek v Pawłovicích u Lešna (90. léta 18. století) – výzdoba zámku. Böhm zde vytvořil 4 alegorické postavy, které se nachází na atice zámeckého portiku. Dále výzdoba zámecké kaple – dva oltáře a kazatelna.
- Kostel sv. Stanislava biskupa v Żytowiecku (1787) – hlavní oltář, kazatelna, nástavec křtitelnice s výjevem Ježíše Krista, který uzdravuje nemocného u jeruzalémského rybníka Bethesda.
- Kostel Panny Marie a sv. Filipa z Neri v Borku i Zdzieżu (90. léta 18. století) – kazatelna.
- Kostel Nanebevzetí Panny Marie v Poniecu – boční oltář, sochy čtyř církevních otců, kazatelna.